# 韋爾塔帕塔山
14°14′25″S 69°46′55″W / 14.24028°S 69.78194°W
韋爾塔帕塔山（Wirta Pata），是秘魯的山峰，位於該國東南部普諾大區，由桑迪亞省的林巴尼區負責管轄，屬於安地斯山脈的一部分，海拔高度5,200米。